# Lago Sarez
Il lago Sarez è un lago del Tagikistan situato lungo il corso del Bartang.

## Formazione
Si formò nel 1911 a seguito di un forte terremoto, quando una frana sbarrò il corso del Bartang. I materiali dislocati a seguito di questa frana andarono a formare uno sbarramento naturale, che prese il nome di sbarramento Usoi dal nome di uno dei villaggi che distrusse.